# Panir

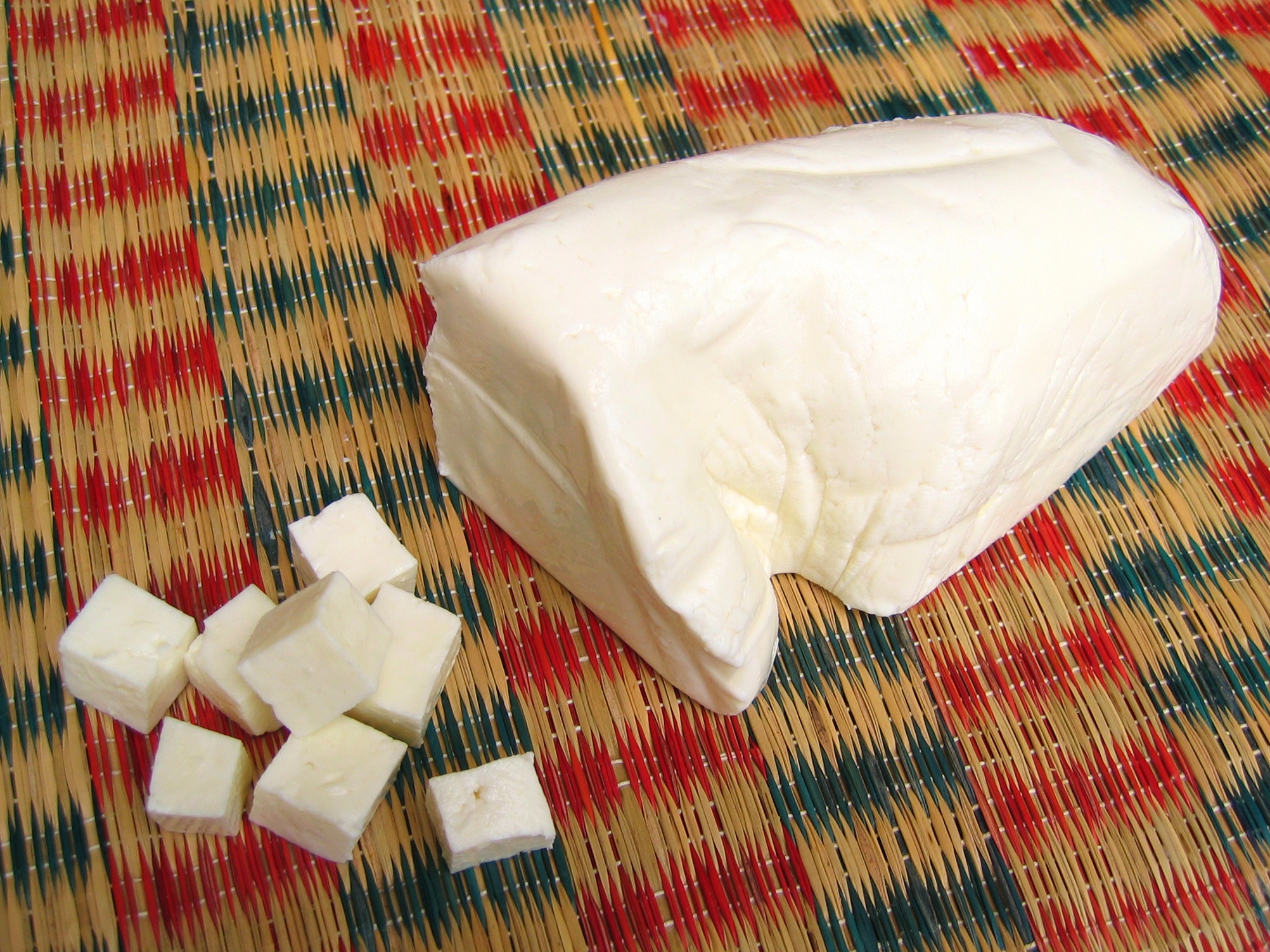
Panir

Panir (paneer) – świeży ser powszechny na subkontynencie indyjskim. Ma różnorodne zastosowanie i delikatny smak. Nie topi się pod wpływem wysokiej temperatury. Wytwarza się go najczęściej z mleka oraz soku z cytryny.

## Etymologia
Nazwa „panir” pochodzi od słowa panīr występującego w językach hindi i urdu, którego z kolei źródeł doszukuje się w perskim słowie panir (پنیر). Oznaczało ono dowolnego rodzaju ser W Armenii panir (պանիր), w Azerbejdżanie pəndir, w Turcji peynir, a w Turkmenistanie peýnir – wszystkie te nazwy pochodzą od ich perskiego pierwowzoru.